# Joan Garriga
Pour les articles homonymes, voir Garriga.
Joan Garriga, né le 29 mars 1963 à Barcelone et mort le 27 août 2015 dans la même ville, est un pilote de vitesse moto espagnol.

## Biographie

### Mort
Joan Garriga est décédé des suites de blessures subies lors d'un accident de moto sur la route en août 2015.

## Affaires juidiciaires
En 1998, Joan Garriga a été arrêté pour trafic de drogue et possession d'armes illégales, et finalement condamné à deux ans de prison avec sursis. Les dossiers médicaux obtenus par le tribunal ont montré qu'il avait régulièrement consommé des drogues au cours de sa carrière de pilote de moto.